# ماسايتو موتشيزوكي
ماسايتو موتشيزوكي (باليابانية: 望月 理人) (19 فبراير 1992 في أشيكاغا في اليابان – )؛ هو لاعب كرة قدم سابق كان يلعب كمدافع.

## وصلات خارجية
- ماسايتو موتشيزوكي على موقع رابطة كرة القدم اليابانية للمحترفين (اليابانية)